# Until the End of Time (Lied)

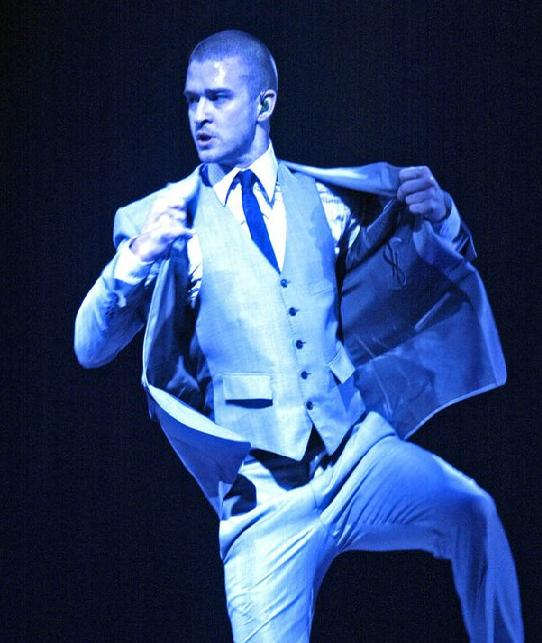
Justin Timberlake (2007)

Until the End of Time ist ein Lied des US-amerikanischen Pop-Musikers Justin Timberlake, das er gemeinsam mit der Rhythm-and-Blues-Musikerin Beyoncé aufgenommen hat. Das Lied wurde am 13. November 2007 veröffentlicht. Geschrieben wurde das Stück von Justin Timberlake, Tim Mosley, und Nate Hills. Die Single verkaufte sich mehr als eine halbe Million Mal.

## Titelliste
1. Summer Love – Justin Timberlake
2. Until the End of Time – Justin Timberlake feat. Beyoncé Knowles[3]

## Kommerzieller Erfolg

### Chartplatzierungen
| ChartsChartplatzierungen       | Höchstplatzierung | Wochen |
| ------------------------------ | ----------------- | ------ |
| Deutschland (GfK)              | 39 (9 Wo.)        | 9      |
| Österreich (Ö3)                | 47 (7 Wo.)        | 7      |
| Vereinigte Staaten (Billboard) | 17 (25 Wo.)       | 25     |

### Auszeichnungen für Musikverkäufe
| Land/Region               | Auszeichnungen für Musikverkäufe (Land/Region, Auszeichnung, Verkäufe) | Verkäufe |
| ------------------------- | ---------------------------------------------------------------------- | -------- |
| Neuseeland (RMNZ)         | Gold                                                                   | 15.000   |
| Vereinigte Staaten (RIAA) | Gold (Mastertone)                                                      | 500.000  |
| Insgesamt                 | 2× Gold ·                                                              | 515.000  |

Hauptartikel: Justin Timberlake/Auszeichnungen für Musikverkäufe